# Ильинка (Лев-Толстовский район)
Ильи́нка — село Лев-Толстовского района Липецкой области. Расположено недалеко от железнодорожной линии Лев Толстой — Чаплыгин.
В документах 1679 года упоминается служилый человек Ильин, имевший в этих местах поместную землю. Основанное вскоре на этой земле селение стали называть Ильи́нкой.
В 1771 года деревню Ильинку считали селением однодворцев.

## Население
| 1859 | 1906 | 2000 | 2010 |
| ---- | ---- | ---- | ---- |
| 260  | ↗536 | ↘165 | ↗193 |